# Каинкуль
Каинкуль — деревня в Кунашакском районе Челябинской области. Входит в состав Саринского сельского поселения.

## География
Расположена в западной части района, на южном берегу озера Каинкуль (отсюда название). Расстояние до районного центра, Кунашака, 18 км.

## История
Деревня основана в 18 века башкирами Улу-Катайской волости. Основателями деревни были посажены три тополя (Уничтожены местным жителем в 2015 году) .

## Население
| 2002 | 2010 |
| ---- | ---- |
| 298  | ↘253 |

(в 1873 — 156, в 1970 — 202, в 1995 — 307)

## Улицы
- Озерная улица
- Центральная улица
- Челябинская улица
- Школьная улица